# Communauté de communes de Cèze-Cévennes
La Communauté de communes de Cèze-Cévennes  est une communauté de communes française, située dans les départements du Gard (région Occitanie) et de l'Ardèche (région Auvergne-Rhône-Alpes).

## Historique
Le 1er janvier 2010, la Communauté de communes du Pays de Cèze et la Communauté de communes du Ranc d'Uzège fusionnent pour donner naissance à la Communauté de communes de Cèze-Cévennes, alors composée de 14 communes.
Le 1er janvier 2013, la Communauté de communes des Cévennes Actives ainsi que les communes de Barjac (précédemment sans intercommunalité), de Molières-sur-Cèze (précédemment dans la Communauté de communes Vivre en Cévennes) et de Saint-Sauveur-de-Cruzières (précédemment dans la Communauté de communes du Pays de Cruzières) sont rattachées à la Communauté de communes de Cèze-Cévennes, ce qui porte à 23 le nombre de communes de l'intercommunalité.

## Communes
La communauté de communes est composée des 23 communes suivantes :

| Nom                               | Code Insee | Gentilé                      | Superficie (km2) | Population (dernière pop. légale) | Densité (hab./km2) |
| --------------------------------- | ---------- | ---------------------------- | ---------------- | --------------------------------- | ------------------ |
| Saint-Ambroix (siège)             | 30227      | Saint-Ambroisiens            | 11,74            | 3 353 (2022)                      | 286                |
| Allègre-les-Fumades               | 30008      | Allégrais                    | 24,59            | 1 013 (2022)                      | 41                 |
| Barjac                            | 30029      | Barjacois                    | 42,72            | 1 606 (2022)                      | 38                 |
| Bessèges                          | 30037      | Bességeois                   | 10,32            | 2 624 (2022)                      | 254                |
| Bordezac                          | 30045      | Bordezacois                  | 9,05             | 392 (2022)                        | 43                 |
| Courry                            | 30097      | Courriols                    | 8,22             | 283 (2022)                        | 34                 |
| Gagnières                         | 30120      | Gagniérois                   | 11,22            | 1 095 (2022)                      | 98                 |
| Méjannes-le-Clap                  | 30164      | Méjannais                    | 38,24            | 740 (2022)                        | 19                 |
| Meyrannes                         | 30167      | Meyrannais                   | 6,51             | 783 (2022)                        | 120                |
| Molières-sur-Cèze                 | 30171      | Molièrois                    | 8,71             | 1 187 (2022)                      | 136                |
| Navacelles                        | 30187      | Navacellois                  | 11,02            | 307 (2022)                        | 28                 |
| Peyremale                         | 30194      | Peyremalencs                 | 8,62             | 272 (2022)                        | 32                 |
| Potelières                        | 30204      | Poteliérois                  | 6,47             | 368 (2022)                        | 57                 |
| Rivières                          | 30215      | Rivièrois                    | 9,96             | 424 (2022)                        | 43                 |
| Robiac-Rochessadoule              | 30216      | Robiacois et Rochessadoulois | 10,31            | 840 (2022)                        | 81                 |
| Rochegude                         | 30218      | Rochegudois                  | 11,94            | 246 (2022)                        | 21                 |
| Saint-Brès                        | 30237      | Saint-Brésois                | 11,37            | 684 (2022)                        | 60                 |
| Saint-Denis                       | 30247      | Saint-Denisiens              | 3,65             | 292 (2022)                        | 80                 |
| Saint-Jean-de-Maruéjols-et-Avéjan | 30266      | Saint-Jeannais               | 17,3             | 856 (2022)                        | 49                 |
| Saint-Privat-de-Champclos         | 30293      | Saint-Privatois              | 11,64            | 336 (2022)                        | 29                 |
| Saint-Sauveur-de-Cruzières        | 07294      |                              | 24,84            | 566 (2022)                        | 23                 |
| Saint-Victor-de-Malcap            | 30303      | Saint-Victorois              | 10,87            | 827 (2022)                        | 76                 |
| Tharaux                           | 30327      | Tharausiens                  | 9,52             | 47 (2022)                         | 4,9                |

## Démographie
| 1968   | 1975   | 1982   | 1990   | 1999   | 2010   | 2015   | 2021   |
| ------ | ------ | ------ | ------ | ------ | ------ | ------ | ------ |
| 22 958 | 20 115 | 19 330 | 18 603 | 17 458 | 19 428 | 19 475 | 19 197 |

## Administration
| Période | Période  | Identité       | Étiquette | Qualité |
| ------- | -------- | -------------- | --------- | --- |
| 2011    | 2014     | Pierre Brun    | DVG       | Maire d'Allègre-les-Fumades (2001-2014) Ancien président de la communauté de communes du Pays de Cèze            |
| 2014    | En cours | Olivier Martin | DVG       | Maire de Gagnières (1995-2014 et depuis 2020) Ancien président de la communauté de communes des Cévennes Actives |